# Cantone di Cañas
Il cantone di Cañas è un cantone della Costa Rica, nella provincia di Guanacaste.
Confina ad est con il cantone di Tilarán, a sud con quello di Abangares e si affaccia per un breve tratto sull'Oceano Pacifico, proprio alla foce del fiume Tempisque nel golfo di Nicoya. Ad ovest confina con il cantone di Bagaces, a nord con quelli di Upala e Guatuso.

## Storia
In epoca precolombiana la zona era abitata dagli indios del gruppo Corobici. L'urbanizzazione coloniale iniziò nel 1522, quando fu fondato il villaggio di Escarbadero, che in seguito fu rinominato in Cañas, in onore del militare salvadoregno José María Cañas. Il cantone di Cañas fu istituito con decreto il 12 luglio 1878. Nel 1912 le fu assegnato il titolo di città.

## Economia
L'economia si basa sulla coltivazione di riso, canna da zucchero, mais, ortaggi, frutta, sulla produzione di legname e di latte, sul turismo naturalistico (riserve di Tabloga e Manglado).

## Geografia antropica

### Suddivisioni amministrative
Il cantone  è suddiviso in 5 distretti:
- Bebedero
- Cañas
- Palmira
- Porozal
- San Miguel